# L'Autonomie individuelle
Publiée en 1887-1888, L'Autonomie individuelle est la première revue notoire de tendance individualiste libertaire en France[réf. nécessaire].

## Éléments historiques
Les principaux rédacteurs sont, autour de Georges Deherme,,, Charles Schæffer, Alexandre Tennevin, Lucien Pemjean et André Carteron, Jean-Baptiste Louiche.
Parmi les signatures n'apparaissant qu'une fois, on trouve un article d'Émile Zola.
Cette revue de petit format n'eut que 9 numéros, les principaux rédacteurs évoluèrent, pour certains (Deherme) en dehors de l'anarchisme, d'autres se rallieront à la tendance individualiste (Carteron). La revue semble n'avoir eu qu'un faible écho dans le mouvement anarchiste français, toutefois, elle citait régulièrement la presse anarchiste (L'Idée ouvrière du Havre ; La Révolte ; La Révolution Cosmopolite, etc.) .
On trouve une référence sur cette revue dans Anarchistes, mœurs du jour de John Henry Mackay, qui fit longtemps figure de manifeste individualiste, jusqu'à la (re)découverte de Max Stirner.